# Potamonautes obesus
Potamonautes obesus là một loài cua thuộc họ Potamonautidae. Loài này có ở Kenya, Malawi, Mozambique, Somalia, Tanzania, Zambia, và Zimbabwe. Môi trường sống tự nhiên của chúng là đầm lầy.